# 啦啦小野貓
啦啦小野貓（Hellcats）是一部美國以大學啦啦隊為題材的喜劇電視劇，於2010年9月8日于CW電視台首播。電視劇改編自一部小說，劇情主要圍繞大學內啦啦隊的故事而展開。電視劇獲得了人民選擇獎的提名。由艾莉·蜜雪卡主演。

## 本作概述
本作主角裴曼婷(Marti Perkins)本打算以獎學金支付Lancer大學的法律學院學費，誰不知因一次意外失去得到獎學金的機會，正當她感到無望之時，看到蒙沙韻(Savannah Monroe)申請啦啦隊的獎學金，在其他沒有選擇下的情況下，裴曼婷只好加入學院的啦啦隊"Hellcats"。

## 主要角色
※無綫電視譯名(角色原名)－演員／無綫電視配音
裴曼婷(Marti Perkins)－艾莉·蜜雪卡／劉惠雲
本作的主角。來自田納西州的孟菲斯，被形容為“wicked smart”。
蒙沙韻(Savannah Monroe)－艾希莉·緹絲黛爾／羅杏芝
啦啦隊"Hellcats"的隊長。被形容為為“peppy and petite”的“fierce intensity”。最初因Marti看不起啦啦隊而與其衝突，但在見識過她的能力後，認為她是會為"Hellcats"贏得總冠軍的天賜之物。

## 外部連結
- 互联网电影数据库（IMDb）上《Hellcats》的资料（英文）